# 이즈시정
이즈시정(出石町, いずしちょう)은 효고현 북동부에 존재했던 정이다.
2005년 4월 1일 도요오카시 기노사키정, 히다카정, 다케노정, 단토정과 대등 합병해 새로운 도요오카시가 되었기 때문에 소멸하였다. 

## 역사
- 1889년 4월 1일 - 정촌제 시행과 함께 구역을 확대해 이즈시정이 성립하였다.
- 1957년 9월 1일 - 무로하니촌, 아사카촌 및 가미요시촌의 일부를 합병해 새로운 이즈시정이 성립하였다.
- 2005년 4월 1일 - 도요오카시, 산토정, 기노사키군 기노사키정, 다케노정, 히다카정과 합병해 새로운 도요오카시가 성립하였다. 동일 이즈시정은 폐지되었다.

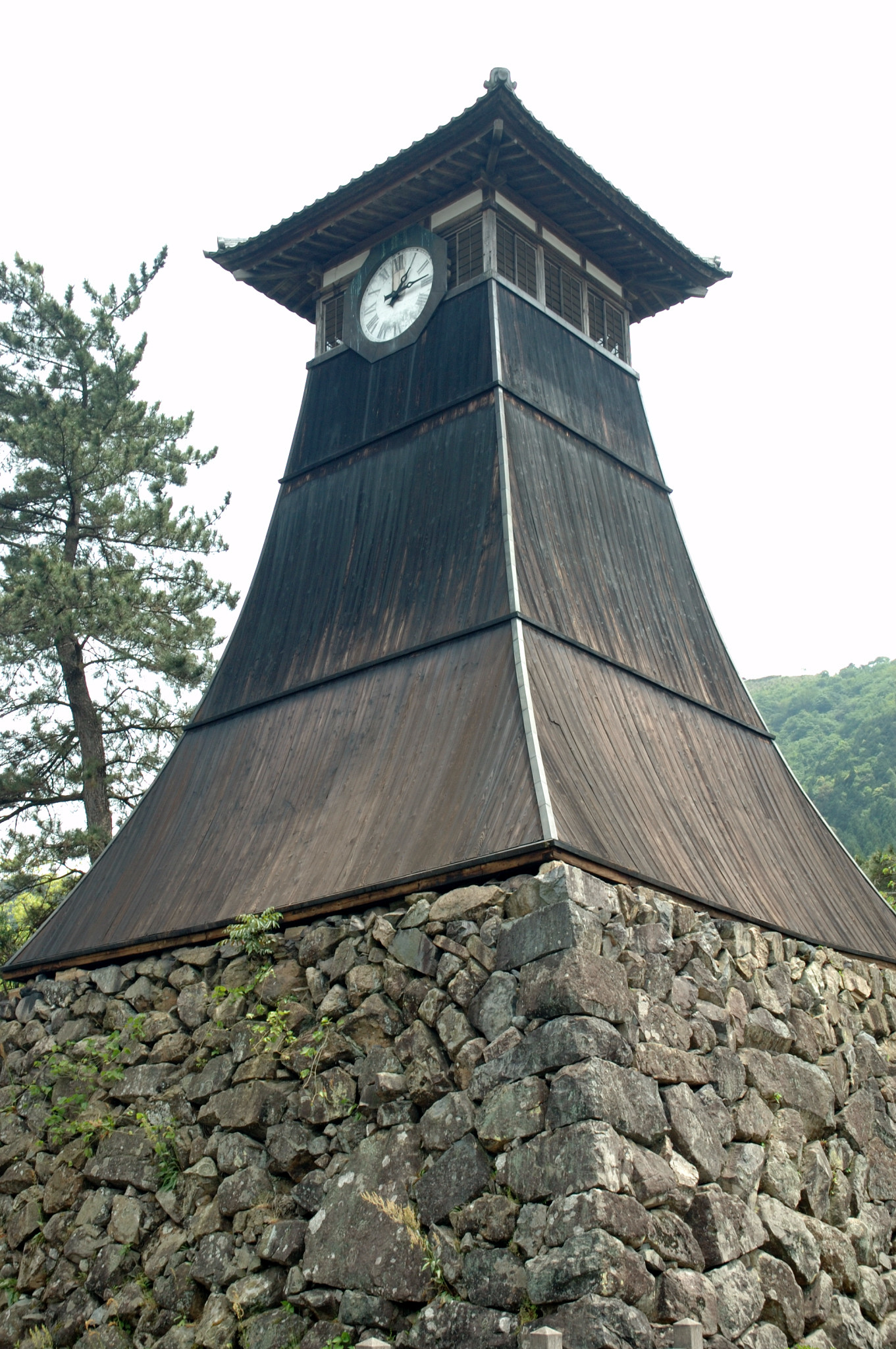
이즈시정의 시계탑

## 교통

### 도로
- 국도 제426호선 (일본)(일본어판)
- 국도 제482호선 (일본)(일본어판)

### 공항
- 다지마 비행장